# Экономическая энциклопедия
Экономические энциклопедии — энциклопедии и словари, научно-справочные издания, содержащие систематизированный свод сведений по экономическим наукам и отдельным отраслям экономики.

## Определение
Согласно БСЭ экономические энциклопедии — это энциклопедии и словари, научно-справочные издания, содержащие систематизированный свод сведений по экономическим наукам и отдельным отраслям экономики.

## История создания
XVII век
Первые издания экономических словарей появились в конце XVII века в Великобритании, Германии, Франции, они были в виде внутрикнижных словарей в монографиях: Эдвард Хаттон включил «Словарь торговца» в свой «Сборник торговца» в 1695 году.
XVIII век
C XVIII века экономические словари создавались в виде самостоятельных изданий: Шомель Н. «Экономический словарь, содержащий различные способы увеличить и сохранить своё добро» в двух томах в 1709 году, «Всеобщий экономический лексикон» в двух томах в 1731 году, Рольт Р. «Новый словарь торговли» в 1756 году, «Словарь горожанина, или Исторический, теоретический и практический справочник торговли» в двух томах в 1763 году. В 1773—1858 годах в 242 томах вышла в свет «Экономическая энциклопедия», основателем и редактором 72 томов которой был немецкий экономист И. Г. Крюниц..
В Российской империи М. В. Ломоносов в 1763 году составил лексикон товароведческой терминологии в работах «Краткое расположение сочиняемого экономического лексикона российских продуктов» и «Реестр российским продуктам».
XIX век
В XIX веке были изданы следующие издания: в 1832 году шотландский экономист Джон Рамсей Мак-Куллох создал «Практический, теоретический и исторический словарь торговли и торговой навигации», который по 1890 год выдержал в Великобритании и США 30 изданий. Лёйхс И. М. «Подробный торговый лексикон» в двух томах, Шибе А. «Всеобщий лексикон коммерческих дисциплин» в трёх томах, Ренандьер Б. «Словарь важнейших терминов торговли, банковского дела и промышленности», «Словарь по политической экономии» под ред. Ш. Коклена и Гийомена в двух томах, Боккардо Дж. «Словарь по политической экономии и торговле как теоретический, так и практический…» в 4 томах, Ренцш Х. «Настольный словарь по теории народного хозяйства», Скарпа В. «Словарь итальянского коммерческого языка», Шпамер О. «Иллюстрированный торговый лексикон» в 4 томах, Фуррер А. «Народнохозяйственный лексикон Швейцарии» в 4 томах, Се Л., Шейе Ж. «Новый словарь по политической экономии» в 2 томах, Палгрейв Р. «Словарь по политической экономии» ред. Г. Хигс в 3 томах, «Словарь по народному хозяйству», под редакцией Л. Эльстера в 2 томах.
В России в XIX веке были опубликованы ряд словарей в области товароведения, коммерции, финансов, счетоводства: Иван Саввич Вавилов издал «Справочный коммерческий словарь» в 1856 году, Александр Иванович Ипатов издал «Коммерческий словарь» в 1898 году, Исаак Пименович Бабенко «Торгово-промышленный словарь» в 1900 году.
XX век
Согласно БСЭ наиболее важные экономические энциклопедии и словари в XX веке по странам:
- в Болгарии: «Экономическая энциклопедия» под редакции И. Стефанов в 2 томах[26], Шопов Д. «Краткий экономический словарь»[27];
- в Венгрии: «Краткий экономический лексикон» под редакции О. Гадо[28].
- в ГДР: Родин Р. «Специальные термины по внешней торговле»[29], «Экономический лексикон» в 2 томах[30], «Словарь по экономике социализма» в редакции В. Элерт и др.[31];
- в Германии: Ширмер А. «Словарь немецкого коммерческого языка на исторической основе»[32], Бюлов Ф.[нем.] «Словарь (народного) хозяйства»[33], Габлер Т. «Экономический лексикон» под редакции Р. и Г. Зеллина[34], «Лексикон современной экономической практики» под редакции Г. Эккардта[35];
- в Индии: «Словарь по экономике» под редакции Вира Рагху и др.[36];
- в Иране: Раст Н. «Коммерческий (толковый) словарь»[37];
- в Италии: Папи Дж. У. «Словарь по экономике»[38];
- в КНДР: «Экономический словарь» в 2 томах[39];
- в Нидерландах: «Производственно-экономическая энциклопедия» под общей редакции Стридирона в 5 томах[40], «Энциклопедия по экономике производства» под редакцией А. Мей в 6 томах[41];
- в Польше: «Краткий экономический словарь»[42], «Краткая экономическая энциклопедия»[43];
- в США и Великобритании: Хортон Б., Рипли Дж., Шнаппер М. Б. «Словарь современной экономики»[44], Слон Г. С., Цурхер А. «Словарь по экономике»[45], Неммерс Э. Э., Янцен К. К. «Словарь по экономике и коммерческой деятельности»[46], Хансон Дж. Л. «Словарь по экономике и торговле»[47], «Словарь современной экономики»[48], Гилпин А. «Словарь экономических терминов»[49], Баннок Г., Бакстер Р., Рис Р. «Словарь по экономике»[50], Гринер М. «Словарь по торговле»[51];
- во Франции: Гюйо И., Рафалович А. «Словарь по торговле, промышленности и банковскому делу» в 2 томах[52], Пёше Ж. «Всеобщий словарь политической экономии» в 4 томах[53], Ромёф Ж., Паскаладжи Дж. «Словарь экономических наук» в 2 томах[54], Сюаве Т. «Экономический и социальный словарь»[55], «Словарь терминов, относящихся к самоограничению производства и сбыта товаров компаниям»[56], «Словарь экономических наук» под редакции А. Котта[57], Матьё Ж. «Словарь по экономике»[58], Бувье-Ажан М., Ибаррола Х., Паскуарелли Н. «Экономический и социальный словарь»[59];
- в Чехословакии: Пруша Я. «Настольный словарь по экономике труда»[60], Мерварт Ю. и др. «Словарь всемирной экономики»[61], «Краткий словарь по планированию народного хозяйства»[62], «Экономическая энциклопедия» в 2 томах[63];
- в Швеции: Эльдем Р., Мабон Х., Угла Х. «Экономический лексикон»[64];
- в Югославии: Андольшек Д., Ажман Ф. «Краткий экономический словарь»[65];
- в Японии: «Словарь экономических и торговых терминов»[66], «Словарь по экономической науке»[67].

## Экономические энциклопедии в СССР
В СССР с 1972 года выходила «Экономическая энциклопедия. Политическая экономия», в которой освещались теоретические проблемы политической экономии, актуальные вопросы планирования, управления народным хозяйством, экономического анализа, финансов, статистики, критика экономических теорий, развитие экономической мысли разных стран. В энциклопедии были освещены проблемы, находящиеся на стыке экономических, социологических и юридических наук. Среди других энциклопедических изданий и словарей СССР наиболее значимы были: «Экономическая энциклопедия. Промышленность и строительство», «Экономическая жизнь СССР. Хроника событий и фактов. 1917-1965», «Политэкономический словарь», «Финансово-кредитный словарь», «Статистический словарь», «Енциклопедiя народного господарства Украiнськоi ССР»; «Економiчний словник»; Воробьева С. А., Молодид Т. К. «Русско-украинский словарь социально-экономической терминологии»; Насырова М. «Краткий русско-казахский толковый словарь социально-экономических терминов»; «Русско-молдавский экономический словарь»; «Русско-литовский словарь экономических терминов» и другие.

## Виды экономических энциклопедий
Существуют следующие разновидности энциклопедий и словарей по экономике: 
- общеэкономические энциклопедии;
- специальные энциклопедии (по отдельным отраслям экономической науки);
- толковые терминологические словари;
- межъязычные словари эквивалентов экономических терминов.

### Межъязычные словари
Наиболее значимые среди межъязычных словарей эквивалентов экономических терминов: «Краткий внешнеторговый словарь на восьми языках: немецком, русском, польском, чешском, английском, французском, испанском, португальском»; Клиффорд Воган Ф. и М. «Словарь по экономике, с советской терминологией — англо-французско-немецко-русский»; Кольс З. «Экономический словарь по внешней торговле — немецко-русско-англо-французско-испанский»; Мунниксма Ф. «Международный коммерческий словарь на девяти языках: английском, эсперанто, немецком, испанском, французском, итальянском, голландском, португальском, шведском»; Израилевич Е. Е. «Краткий русско-английский коммерческий словарь»; Израилевич Е. Е. «Англо-русский общеэкономический и внешнеторговый словарь»; Сенин В. П. «Китайско-русский и русско-китайский словарь экспортно-импортных товаров»; Шаршу Ф. «Русско-немецкий, немецко-русский словарь по торговле»; Альбертова Е. Л. «Краткий русско-французский и французско-русский коммерческий словарь»; Зозуленко Л. М. «Краткий польско-русский и русско-польский внешнеторговый словарь»; Ульциферов О. Г., Шуршалин Б. И. «Хинди-русский и русско-хинди общеэкономический и внешнеторговый словарь»; Алискевичова А. «Краткий чешско-русский и русско-чешский экономический словарь»; Нельскюле Г., Приклонский П. «Шведско-русский торгово-технический словарь»; Тулуков М. А. «Русско-японский общеэкономический и внешнеторговый словарь».

## Структура энциклопедий и словарей
Структура экономических энциклопедий: алфавитное или систематическое расположение материала. В словарях, за редкими исключениями, только алфавитное расположение.